# Nuoto in acque libere ai campionati mondiali di nuoto 2007 - 10 km maschili
La gara dei 10 km in acque libere maschile dei campionati mondiali di nuoto 2007 è stata disputata il 21 marzo presso la spiaggia di St Kilda. Alla gara hanno preso parte 53 atleti.
La competizione è stata vinta dal nuotatore russo Vladimir Djatčin, mentre l'argento e il bronzo sono andati rispettivamente al tedesco Thomas Lurz e all'altro russo Evgenij Dratcev.

## Medaglie
| Posizione | Atleta           | Nazionalità |
| --------- | ---------------- | ----------- |
| Oro       | Vladimir Djatčin | Russia      |
| Argento   | Thomas Lurz      | Germania    |
| Bronzo    | Evgenij Dratcev  | Russia      |

## Risultati
| Pos. | Atleta                    | Nazionalità       | Tempo      | Punti |
| ---- | ------------------------- | ----------------- | ---------- | ----- |
| 1    | Vladimir Djatčin          | Russia            | 1h55'32"52 | 18    |
| 2    | Thomas Lurz               | Germania          | 1h55'32"58 | 16    |
| 3    | Evgenij Dratcev           | Russia            | 1h55'47"31 | 14    |
| 4    | Mohamed Zanaty            | Egitto            | 1h55'47"83 | 12    |
| 5    | Christian Hein            | Germania          | 1h55'49"43 | 10    |
| 6    | Brian Ryckeman            | Belgio            | 1h55'50"40 | 8     |
| 7    | Maarten van der Weijden   | Paesi Bassi       | 1h55'51"91 | 6     |
| 8    | Alan Bircher              | Regno Unito       | 1h55'53"91 | 5     |
| 9    | Diego Nogueira Montero    | Spagna            | 1h55'56.58 | 4     |
| 10   | Csaba Gercsák             | Ungheria          | 1h55'59.96 | 3     |
| 11   | Rostislav Vitek           | Rep. Ceca         | 1h56'01"76 | 2     |
| 12   | Petăr Stojčev             | Bulgaria          | 1h56'02"93 | 1     |
| 13   | Josh Santacaterina        | Australia         | 1h56'04"45 |       |
| 14   | Alex Schelvis             | Paesi Bassi       | 1h56'06"33 |       |
| 15   | Valerio Cleri             | Italia            | 1h56'08"18 |       |
| 16   | Jakub Fichtl              | Rep. Ceca         | 1h56'08"70 |       |
| 17   | Allan do Carmo            | Brasile           | 1h56'12"02 |       |
| 18   | Stéphane Gomez            | Francia           | 1h56'12"10 |       |
| 19   | Igr Chervynskiy           | Ucraina           | 1h56'14"36 |       |
| 20   | Mark Warkentin            | Stati Uniti       | 1h56'15"28 |       |
| 21   | Ricardo Monasterio        | Venezuela         | 1h56'15"38 |       |
| 22   | Ky Hurst                  | Australia         | 1h56'17"62 |       |
| 23   | Andrea Righi              | Italia            | 1h56'23"55 |       |
| 24   | Balázs Gercsák            | Ungheria          | 1h56'28"26 |       |
| 25   | David Creel               | Canada            | 1h56'41"89 |       |
| 26   | Francisco Hervás          | Spagna            | 1h56'58"61 |       |
| 27   | Daniel Katzir             | Israele           | 1h57'37"90 |       |
| 28   | Tihomir Ivanchev          | Bulgaria          | 1h57'44"89 |       |
| 29   | Gilles Rondy              | Francia           | 1h58'41"48 |       |
| 30   | Li Yinhan                 | Cina              | 1h58'41"55 |       |
| 31   | Spyridōn Gianniōtīs       | Grecia            | 1h58'42"68 |       |
| 32   | Luis Escobar              | Messico           | 1h59'17"21 |       |
| 33   | Scott Kaufmann            | Stati Uniti       | 2h00'40"02 |       |
| 34   | Fábio Lima                | Brasile           | 2h01'27"06 |       |
| 35   | Zu Lijun                  | Cina              | 2h01'32"66 |       |
| 36   | Kane Radford              | Nuova Zelanda     | 2h01'36"82 |       |
| 37   | Manuel Chiu               | Messico           | 2h05'29"62 |       |
| 38   | Kurt Niehaus              | Costa Rica        | 2h06'15"46 |       |
| 39   | Philippe Dubreuil         | Canada            | 2h07'40"53 |       |
| 40   | Mihajlo Ristovski         | Macedonia         | 2h07'42"75 |       |
| 41   | Oleksandr Bezuglyy        | Ucraina           | 2h09'44"23 |       |
| 42   | Kamel Contreras           | Rep. Dominicana   | 2h14'15"50 |       |
| 43   | Gabriel Ochoa             | Ecuador           | 2h14'48"74 |       |
| -    | Elgun Babayev             | Azerbaigian       | OTL        |       |
| -    | Marin Lazariä             | Croazia           | OTL        |       |
| -    | Juan Rodolfo Prem Biere   | Guatemala         | OTL        |       |
| -    | Bernard Ray Atsu Blewudzi | Ghana             | OTL        |       |
| -    | Roberto Garcia            | Cile              | DNF        |       |
| -    | Esteban Enderica Salgado  | Ecuador           | DNF        |       |
| -    | Adu Opanka Okai           | Ghana             | DNF        |       |
| -    | Jackson Niyomugabo        | Ruanda            | DNF        |       |
| -    | Erwin Maldonado Saavedra  | Venezuela         | DNF        |       |
| -    | Seraj Mouloud             | Libia             | DNF        |       |
| -    | Williams Malique          | Antigua e Barbuda | DNS        |       |